# Charles Homer Haskins

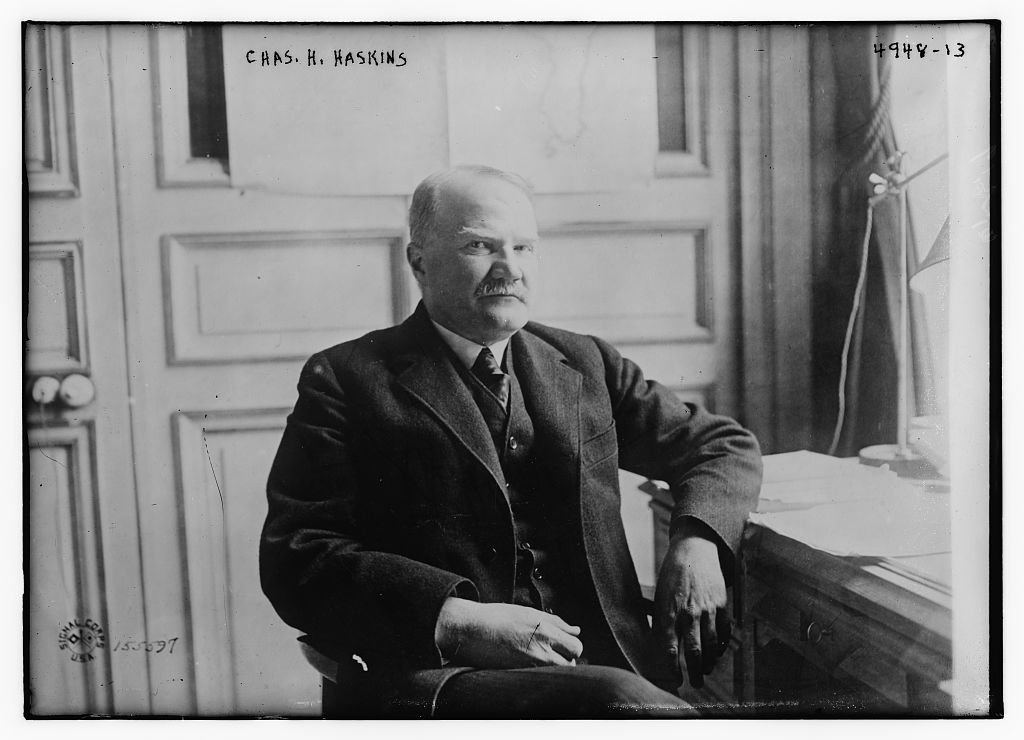
Charles Homer Haskins en 1919

Charles Homer Haskins (21 de diciembre de 1870 - 14 de mayo de 1937) fue profesor de Historia en la Universidad de Harvard. Fue un historiador estadounidense de la Edad Media y asesor del presidente estadounidense Woodrow Wilson. Es ampliamente reconocido como el primer historiador medieval académico en los Estados Unidos.

## Biografía
Haskins nació en Meadville, Pensilvania.
Era un prodigio, hablaba latín y griego con fluidez cuando aún era un niño, enseñado por su padre. Se graduó de la Universidad Johns Hopkins a la edad de 16 años y luego estudió en París y Berlín. Recibió un doctorado en Historia por la Universidad Johns Hopkins y comenzó a enseñar allí antes de los 20 años. En 1890, fue nombrado instructor en la Universidad de Wisconsin, se convirtió en profesor titular en dos años y desde 1892 hasta 1902 ocupó la cátedra de historia europea allí. En 1902 se trasladó a la Universidad de Harvard, donde enseñó hasta 1931.
Haskins se implicó bastante en política y se llegó a convertir en un asesor cercano del presidente estadounidense Woodrow Wilson, a quien había conocido en Johns Hopkins. Cuando Wilson asistió a la Conferencia de Paz de París de 1919, donde se redactó el Tratado de Versalles, trajo solo tres asesores, incluido Haskins, quien se desempeñó como jefe de la división de Europa Occidental de la comisión estadounidense.
Murió el 14 de mayo de 1937 en Cambridge, Massachusetts mientras que su viuda, Clare Allen Haskins, con quién se había casado en 1912, murió el 22 de mayo de 1970.

## Legado
Fue principalmente un historiador de instituciones, como universidades y gobiernos medievales. Sus obras reflejan la visión liberal y optimista, en su mayoría del siglo XX, de que el gobierno progresista de "los mejores y más brillantes" es el camino a seguir. Sus historias de las instituciones de la Europa medieval enfatizan la eficiencia y los éxitos de sus burocracias gobernantes, implícitamente análogas a las de los estados nacionales modernos.
El alumno más conocido de Haskins fue el historiador medieval Joseph Strayer, quien pasó a enseñar a muchos medievalistas estadounidenses de la siguiente generación en la Universidad de Princeton, algunos todavía activos en la actualidad. Otros medievalistas eminentes formados por Haskins incluyeron a Lynn White, Jr. (UCLA), Gaines Post (Wisconsin y Princeton), Carl Stephenson (Cornell), Edgar B. Graves (Hamilton College) y John R. Williams (Dartmouth).
La Sociedad Haskins, nombrada en su honor, se organizó en 1982, siendo un "Padre Fundador" el difunto C. Warren Hollister. Publica una revista anual cuyo volumen 11 (2003) reconsideró la obra maestra de Haskins setenta años después de su publicación. De 1920 a 1926, también fue el primer presidente del Consejo Estadounidense de Sociedades Científicas, que todavía ofrece una serie de conferencias distinguidas que llevan su nombre.
Su hijo George Haskins fue profesor de la Facultad de Derecho de la Universidad de Pensilvania.

## El renacimiento del siglo XII
La obra más famosa de Haskins es El renacimiento del siglo XII (1927). La palabra "renacimiento", incluso para los historiadores de principios del siglo XX, significaba el Renacimiento italiano del siglo XV, tal como lo definió el historiador suizo del siglo XIX Jakob Burckhardt en su obra La civilización del Renacimiento en Italia. Haskins amplió esa visión cuando afirmó:
"La continuidad de la historia rechaza los contrastes violentos entre períodos sucesivos, y la investigación moderna muestra la Edad Media menos oscura y menos estática, el Renacimiento menos brillante y menos repentino de lo que se suponía. El Renacimiento italiano fue precedido por movimientos similares, aunque de menor alcance".
Al principio, algunos estudiosos se resistieron a la nueva evaluación de Haskins de una especie de prerrenacimiento, que marca el comienzo de la Alta Edad Media alrededor de 1070. Su enfoque fue más amplio que un mero renacimiento literario: afirmó en su prefacio que descubrió que la Europa del siglo XII "fue en muchos aspectos una época de vida fresca y vigorosa. La época de las Cruzadas, del surgimiento de las ciudades y de los primeros estados burocráticos de Occidente, vio la culminación del arte románico y los comienzos del arte gótico; el surgimiento de las literaturas vernáculas; el renacimiento de los clásicos latinos y de la poesía latina y el derecho romano; la recuperación de la ciencia clásica, con sus adiciones árabes, y de gran parte de la filosofía griega; y el origen de las primeras universidades europeas. El siglo XII dejó su huella en la educación superior, en la filosofía escolástica, en los sistemas legales europeos, en la arquitectura y la escultura, en el drama litúrgico, en la poesía latina y vernácula... Nos limitaremos al lado latino de este renacimiento, el resurgimiento del saber en el sentido más amplio: los clásicos latinos y su influencia, la nueva jurisprudencia y la historiografía más variada, el nuevo conocimiento de los griegos y árabes y sus efectos sobre Occidente. ciencia y filosofía".
Haskins se centró en la alta cultura para demostrar que el siglo XII fue de hecho un período de crecimiento dinámico. Examinó la historia del arte y la ciencia, las universidades, la filosofía, la arquitectura y la literatura, y brindó una visión de celebración del período. Las visiones más recientes de la renovación han ampliado el enfoque. Una vez que se rompió el hielo, otros eruditos se concentraron en un renacimiento anterior y más limitado del aprendizaje en algunos círculos bajo el patrocinio de Carlomagno, y comenzaron a hablar y pensar en un "Renacimiento carolingio " del siglo IX. Hacia 1960, Erwin Panofsky escribía sobre el Renacimiento y renacimientos en el arte occidental siguiendo la estela abierta por Haskins.
Menos amplio fue el estudio anterior de Haskins sobre los normandos, Norman Institutions (1918), que todavía forma la base de la comprensión académica actual de cómo funcionaba la Normandía medieval. También escribió el libro más popular Los normandos en la historia europea (1915).

## Obras
Entre sus trabajos, además de los numerosos artículos publicados, destacar algunos libros como:
- The Yazoo Land Companies. New York: The Knickerbocker Press, 1891.[11]
- A History of Higher Education in Pennsylvania. Washington: Government Printing Office, 1902 (with William I. Hull).[12] junto con William Isaac Hull.
- The Normans in European History. Boston: Houghton, Mifflin Company, 1915.[13]
- Norman Institutions. Harvard University Press, 1918.[14]
- Some Problems of the Peace Conference. Harvard University Press, 1920 (with Robert Howard Lord).[15] junto con Lord Robert Howard.
- The Rise of Universities. New York: Henry Holt and Company, 1923.[16]
- Studies in the History of Mediæval Science. Harvard University Press, 1924.[17]
- The Renaissance of the twelfth century Prensa de la Universidad de Harvard, 1927. Traducida al español, El Renacimiento del Siglo XII, Ático de los libros, 2013. ISBN 978-84-938295-8-2.[18]
- Studies in Mediaeval Culture. Nueva York: Frederick Ungar Publishing Co., 1958 (primera publicación, 1929).

## Homenajes y reconocimientos
Se creó en 1977, con ocasión del 50 aniversario de su libro, una sociedad de estudios medievales en su honor.